# Gasparilla Bowl
El Gasparilla Bowl, llamado Union Home Mortgage Gasparilla Bowl por razones de patrocinio, es un bowl de fútbol americano universitario que se juega anualmente en el Raymond James Stadium en Tampa, Florida.

## Historia

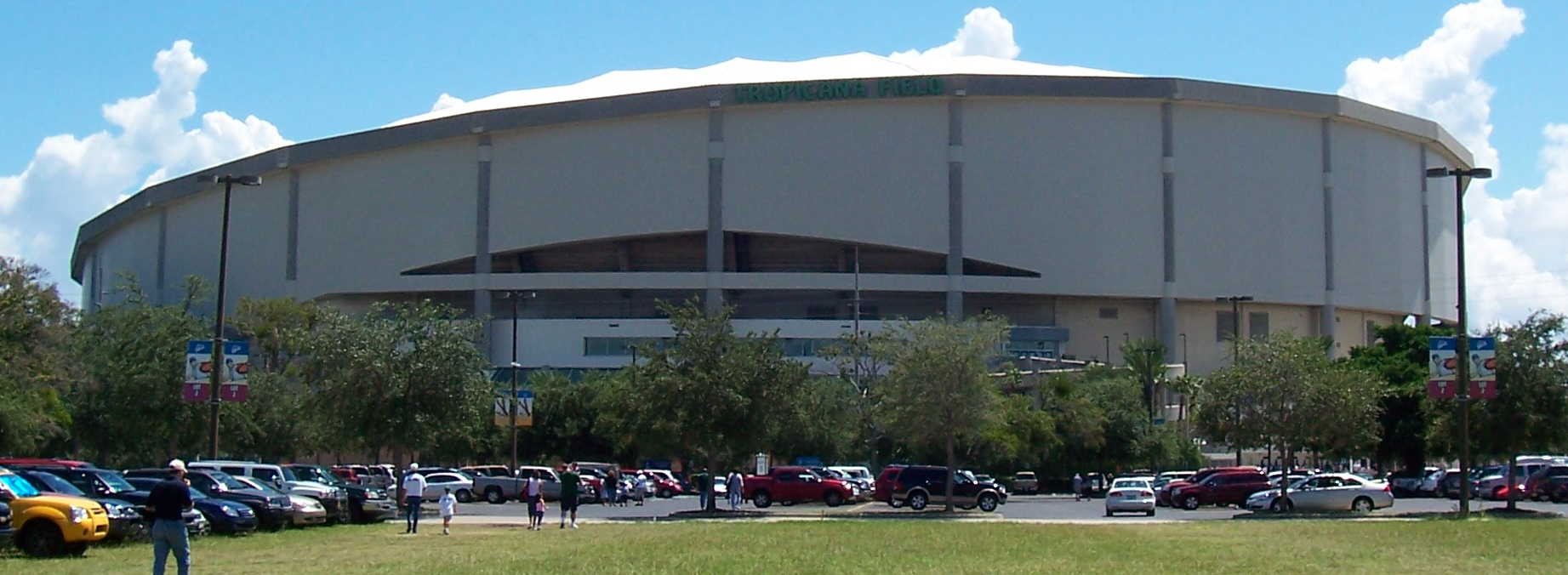
Tropicana Field fue la sede entre 2008 y 2017.

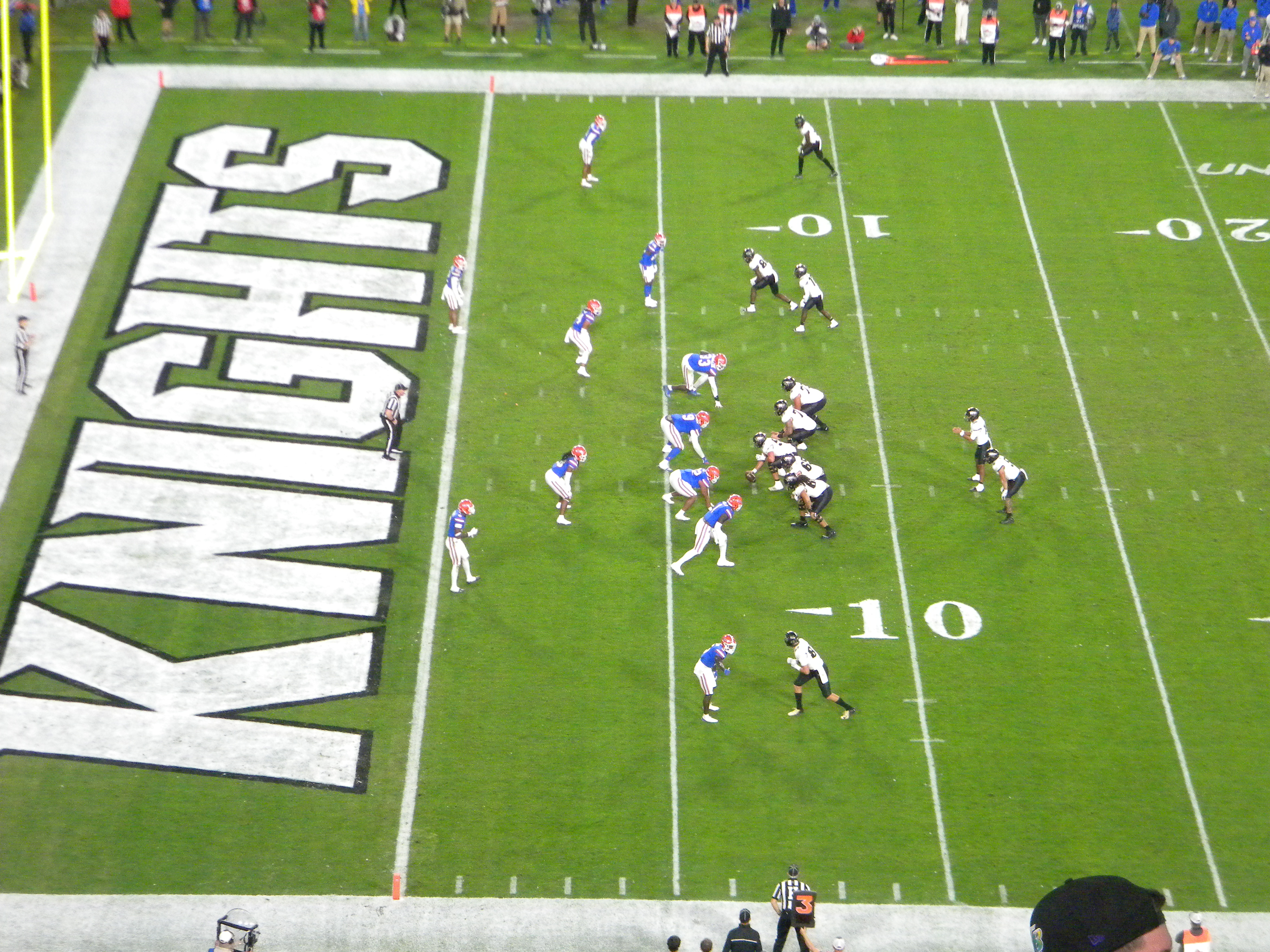
UCF en zona roja durante la edición de 2021.

Fue creado en 2008 con el nombre St. Petersburg Bowl cuya sede fue el Tropicana Field como el tercer bowl que se juega en el área de Tampa junto al Outback Bowl que se juega desde 1986 y el Cigar Bowl que se jugó entre 1947 y 1954. El primer patrocinador del partido fue magicJack.
En la edición inaugural de 2008 se enfrentaron South Florida y Memphis. Los locales Bulls ganaron 41–14, con su quarterback Matt Grothe nombrado más valioso.
Para el 2009 la cadena de restaurantesBeef O'Brady's se presentó como patrocinador. Pasa a llamarse St. Petersburg Bowl Presented by Beef O'Brady's en diciembre de 2009 luego de que el restaurante consiguió el patrocinio. El esa edición Rutgers venció a UCF 45–24.
En 2010 el bowl temporalmente se llamó Beef 'O' Brady's Bowl. En él Southern Miss enfrentó a Louisville; siendo la 29.º ocasión en la que se enfrentaban antiguos miembros de la Conference USA. Louisville se repuso a una desventaja de 14 puntos para ganar por sexta ocasión consecutiva a Southern Miss.
Beef 'O' Brady's dejó de apoyar el bowl a partir de 2013. En junio de 2014 se anunció al proveedor de servicio de Bitcoin BitPay como nuevo patrocinador por los siguientes dos años, pasando a llamarse Bitcoin St. Petersburg Bowl. Bitcoin, la moneda digital, fue aceptado como entrada y para ofrecer artículos durante ese periodo de patrocinio, y ellos mismos pagabanparaw usar el bitcoin.  En abril de 2015, tras un año de patrocinio, BitPay declinó renovar el patrocinio, y volvió a ser llamado St. Petersburg Bowl por los siguientes dos años.
En agosto de 2017, Bad Boy Mowers firmó un contrato de tres años para ser el patrocinador oficial del partido, con lo que fue renombrado Bad Boy Mowers Gasparilla Bowl, por el Festival Pirata Gasparilla. En 2019 la sede del bowl pas{o a ser el Raymond James Stadium, sede de los Tampa Bay Buccaneers, el patrocinio terminó en 2019.
En octubre de 2020, Union Home Mortgage firmó como patrociador del bowl, pasando a llamarse Union Home Mortgage Gasparilla Bowl. La edición de 2020 enfrentó a South Carolina y UAB. Sin embargo, el 22 de diciembre, South Carolina abandonó el partido a causa del brote de COVID-19 en el equipo. Coo no habían reemplazos disponibles, el bowl fue cancelado.

## Resultados
| Año  | Nombre                | Campeón                         | Campeón                         | Finalista                       | Finalista                       | Sede                  | Asistencia |
| ---- | --------------------- | ------------------------------- | ------------------------------- | ------------------------------- | ------------------------------- | --------------------- | ---------- |
| 2008 | St. Petersburg Bowl   | South Florida                   | 41                              | Memphis                         | 14                              | Tropicana Field       | 25,205     |
| 2009 | St. Petersburg Bowl   | Rutgers                         | 45                              | UCF                             | 24                              | Tropicana Field       | 28,793     |
| 2010 | Beef 'O' Brady's Bowl | Louisville                      | 31                              | Southern Miss                   | 28                              | Tropicana Field       | 20,017     |
| 2011 | Beef 'O' Brady's Bowl | Marshall                        | 20                              | FIU                             | 10                              | Tropicana Field       | 20,072     |
| 2012 | Beef 'O' Brady's Bowl | UCF                             | 38                              | Ball State                      | 17                              | Tropicana Field       | 21,759     |
| 2013 | Beef 'O' Brady's Bowl | East Carolina                   | 37                              | Ohio                            | 20                              | Tropicana Field       | 20,053     |
| 2014 | St. Petersburg Bowl   | NC State                        | 34                              | UCF                             | 27                              | Tropicana Field       | 26,675     |
| 2015 | St. Petersburg Bowl   | Marshall                        | 16                              | Connecticut                     | 10                              | Tropicana Field       | 14,652     |
| 2016 | St. Petersburg Bowl   | Mississippi State               | 17                              | Miami (OH)                      | 16                              | Tropicana Field       | 15,717     |
| 2017 | Gasparilla Bowl       | Temple                          | 28                              | FIU                             | 3                               | Tropicana Field       | 16,363     |
| 2018 | Gasparilla Bowl       | Marshall                        | 38                              | South Florida                   | 20                              | Raymond James Stadium | 14,135     |
| 2019 | Gasparilla Bowl       | UCF                             | 48                              | Marshall                        | 25                              | Raymond James Stadium | 28,987     |
| 2020 | Gasparilla Bowl       | Cancelado por casos de COVID-19 | Cancelado por casos de COVID-19 | Cancelado por casos de COVID-19 | Cancelado por casos de COVID-19 | Raymond James Stadium | —          |
| 2021 | Gasparilla Bowl       | UCF                             | 29                              | Florida                         | 17                              | Raymond James Stadium | 63,669     |

- Fuente:[19]

## Participaciones

### Por Equipo
| # | Equipo        | Apariciones | Record |
| - | ------------- | ----------- | ------ |
| 1 | UCF           | 5           | 3–2    |
| 2 | Marshall      | 4           | 3–1    |
| 3 | South Florida | 2           | 1–1    |
| 3 | FIU           | 2           | 0–2    |

Equipos con solo una aparición
- Ganaron (6): East Carolina, Louisville, Mississippi State, NC State, Rutgers, Temple
- Perdieron (7): Ball State, Connecticut, Florida, Memphis, Miami (OH), Ohio, Southern Miss

### Por Conferencia
| Conferencia  | Record | Record | Record | Record                             | Apariciones                  | Apariciones |
| Conferencia  | J      | G      | P      | Ganados                            | Perdidos                     |             |
| ------------ | ------ | ------ | ------ | ---------------------------------- | ---------------------------- | ----------- |
| C-USA        | 10     | 5      | 5      | 2011, 2012, 2013, 2015, 2018       | 2008, 2009, 2010, 2017, 2019 |             |
| The American | 9      | 6      | 3      | 2008, 2009, 2010, 2017, 2019, 2021 | 2014, 2015, 2018             |             |
| MAC          | 3      | 0      | 3      |                                    | 2012, 2013, 2016             |             |
| SEC          | 2      | 1      | 1      | 2016                               | 2021                         |             |
| ACC          | 1      | 1      | 0      | 2014                               |                              |             |
| Sun Belt     | 1      | 0      | 1      |                                    | 2011                         |             |

- El record de American incluye apariciones del Big East Conference, debido a que The American retiene la condición del original Big East, tras el reacomodo de 2013. Los equipos representantes del Big East jugaron tres partidos, ganando los tres partidos.
- UCF también aparece como miembro de la C-USA (2009 y 2012) y The American (2014, 2019, y 2021).

## Jugador Más Valioso
| Año  | MVP Ganador       | MVP Ganador       | MVP Ganador | MVP Perdedor   | MVP Perdedor  | MVP Perdedor |
| Año  | Nombre            | Equipo            | Posición    | Nombre         | Equipo        | Posición     |
| ---- | ----------------- | ----------------- | ----------- | -------------- | ------------- | ------------ |
| 2008 | Matt Grothe       | South Florida     | QB          | Duke Calhoun   | Memphis       | WR           |
| 2009 | Mohamed Sanu      | Rutgers           | WR          | Kamar Aiken    | UCF           | WR           |
| 2010 | Jeremy Wright     | Louisville        | RB          | Austin Davis   | Southern Miss | QB           |
| 2011 | Aaron Dobson      | Marshall          | WR          | T. Y. Hilton   | FIU           | WR           |
| 2012 | Blake Bortles     | UCF               | QB          | Jahwan Edwards | Ball State    | RB           |
| 2013 | Vintavious Cooper | East Carolina     | RB          | Donte Foster   | Ohio          | WR           |
| 2014 | Jacoby Brissett   | NC State          | QB          | Josh Reese     | UCF           | WR           |
| 2015 | Deandre Reaves    | Marshall          | WR          | Bobby Puyol    | Connecticut   | K            |
| 2016 | Nick Fitzgerald   | Mississippi State | QB          | Gus Ragland    | Miami (OH)    | QB           |
| 2017 | Frank Nutile      | Temple            | QB          |                |               |              |
| 2018 | Keion Davis       | Marshall          | RB          |                |               |              |
| 2019 | Dillon Gabriel    | UCF               | QB          |                |               |              |
| 2021 | Ryan O'Keefe      | UCF               | WR          |                |               |              |

- Fuente:[20][21][22]

## Récords
| Equipo                         | Record, Equipo vs. Rival                                                               | Año            |
| ------------------------------ | -------------------------------------------------------------------------------------- | -------------- |
| Más Puntos Anotados            | 48, UCF vs. Marshall                                                                   | 2019           |
| Más Puntos Acumulados          | 73, UCF vs. Marshall                                                                   | 2019           |
| Más Puntos Anotados (perdedor) | 28, Southern Miss vs. Louisville                                                       | 2010           |
| Menos Puntos Permitidos        | 3, Temple vs. FIU                                                                      | 2017           |
| Mayor victoria                 | 27, South Florida vs. Memphis                                                          | 2008           |
| Yardas Totales                 | 587, UCF vs. Marshall                                                                  | 2019           |
| Yardas Terrestres              | 310, UCF vs. Marshall                                                                  | 2019           |
| Yardas Aéreas                  | 328, Ohio vs. East Carolina                                                            | 2013           |
| First downs                    | 30, East Carolina vs. Ohio                                                             | 2013           |
| Menos Yardas Permitidas        | 213, Marshall vs. Connecticut                                                          | 2015           |
| Menos Yardas Terrestres        | 35, Rutgers vs. UCF                                                                    | 2009           |
| Menos Yardas Aéreas            | 86, Marshall vs. Connecticut                                                           | 2015           |
| Individual                     | Record, Nombre, Equipo                                                                 | Año            |
| Yardas Totales                 | 251, Ryan O'Keefe (UCF)                                                                | 2021           |
| Touchdowns Totales             | 3, compartido con: Mohamed Sanu (Rutgers) Latavius Murray (UCF) Josh Reese, (UCF)      | 2009 2012 2014 |
| Yardas Terrestres              | 198, Vintavious Cooper (East Carolina)                                                 | 2013           |
| Touchdowns Terrestres          | 2, varios, más reciente: Isaiah Bowser (UCF)                                           | 2021           |
| Yardas Aéreas                  | 294, Tom Savage (Rutgers)                                                              | 2009           |
| Pases de Touchdown             | 3, compartido con: Matt Grothe (South Florida) Blake Bortles (UCF) Justin Holman (UCF) | 2008 2012 2014 |
| Yardas por Recepción           | 165, Randall St. Felix (Marshall)                                                      | 2018           |
| Recepciones de touchdown       | 3, Josh Reese (UCF)                                                                    | 2014           |
| Tackleadas                     | 14 varios, más reciente: Greg Reaves (South Florida)                                   | 2018           |
| Capturas                       | 2, Steve Beauharnais (Rutgers)                                                         | 2009           |
| Jugadas Largas                 | Nombre, Record, Equipo vs. Rival                                                       | Año            |
| Touchdown Terrestre            | 62 yds., Desmond Johnson (Southern Miss)                                               | 2010           |
| Pase de touchdown              | 80 yds., Donte Foster from Derrius Vick (Ohio)                                         | 2013           |
| Regreso de Kickoff             | 95 yds., Jeremy Wright (Louisville)                                                    | 2010           |
| Regreso de Despeje             | 39 yds., Andre Snipes-Booker (Marshall)                                                | 2011           |
| Regreso de Intercepción        | 75 yds., Micah Abraham (Marshall)                                                      | 2019           |
| Despeje                        | 61 yds., Tyler Williams (Marshall)                                                     | 2015           |
| Gol de Campo                   | 52 yds., Bobby Puyol (UConn)                                                           | 2015           |

- Fuente:[24][25]